# كارل إلير
كارل إلير (بالإنجليزية: Carl Eller)‏ هو لاعب كرة قدم أمريكية أمريكي، ولد في 25 يناير 1942 في وينستون-سالم في الولايات المتحدة.

## وصلات خارجية
- كارل إلير على موقع مرجع كرة القدم المحترفة.كوم (الإنجليزية)
- كارل إلير على موقع قاعة كارولاينا الشمالية للمشاهير الرياضية (الإنجليزية)
- كارل إلير على موقع الموسوعة البريطانية (الإنجليزية)
- كارل إلير على موقع إن إن دي بي (الإنجليزية)